# Pfarrhof (Obereßfeld)

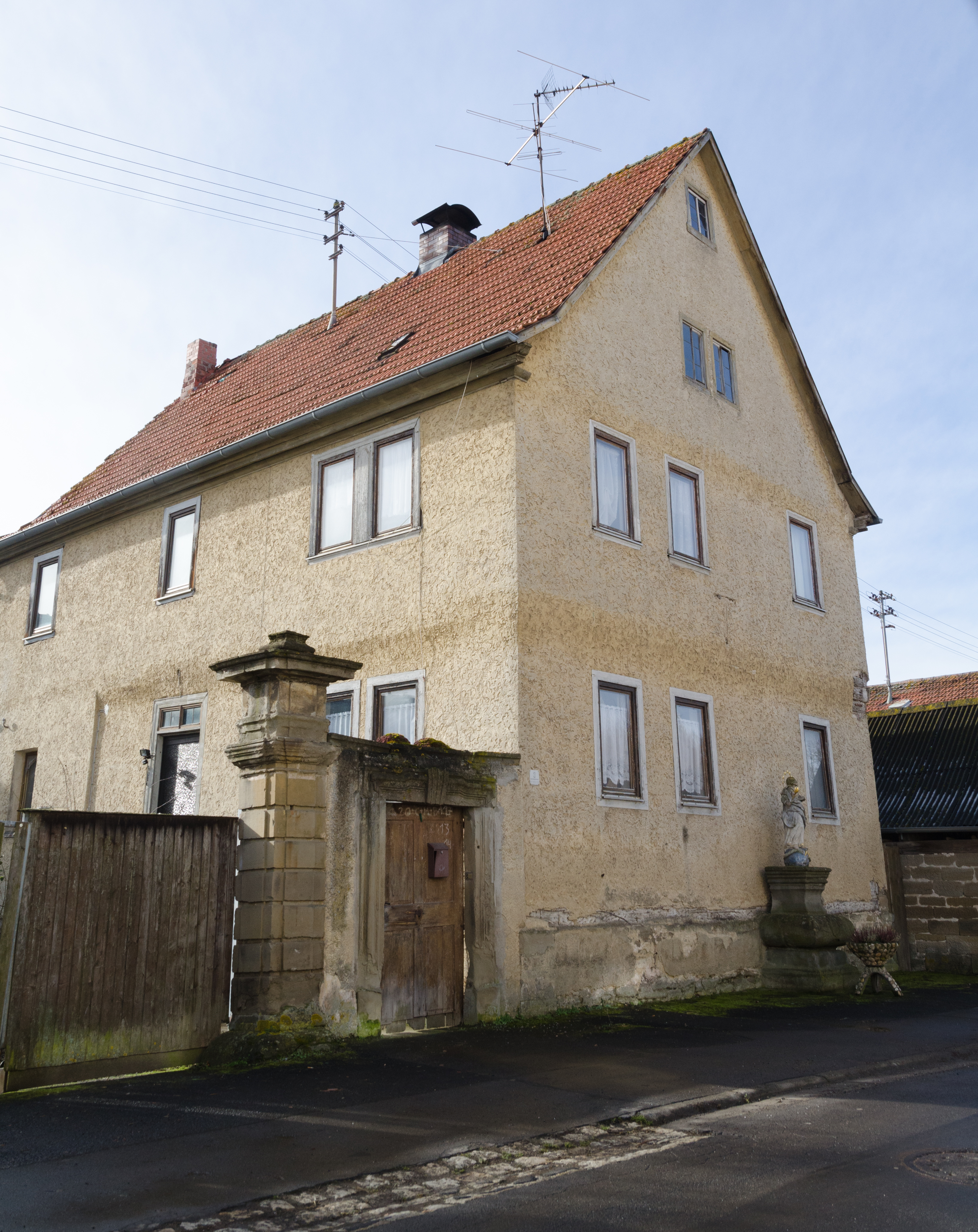
Das Pfarrhaus in Obereßfeld

Das Pfarrhaus in Obereßfeld, einem Ortsteil von Sulzdorf an der Lederhecke im unterfränkischen Landkreis Rhön-Grabfeld, wurde im 18. Jahrhundert errichtet. Das Haus in der Karl-Hofmann-Straße 3 ist ein geschütztes Baudenkmal.
Das zweigeschossige Gebäude hat ein Satteldach. Es ist in Fachwerkbauweise erstellt und verputzt. Die hervorkragenden Schwellen des Fachwerks sind deutlich sichtbar. Vor dem Pfarrhaus ist eine Sandsteinfigur der Immaculata aufgestellt. Auf dem Anwesen sind weiterhin mehrere Nebengebäude und eine Hoftoranlage vorhanden.